# Ministr spravedlnosti Spojených států amerických
Ministr spravedlnosti Spojených států amerických (anglicky United States Attorney General) je hlavou ministerstva spravedlnosti USA. Je rovněž vrchním nadřízeným všech federálních prokurátorů. V posloupnosti nástupnictví na úřad prezidenta je sedmým v pořadí. Do funkce je jmenován prezidentem se souhlasem Senátu.

## Název
Výraz attorney lze přeložit jako zástupce či advokát, v právním systému USA se tak označují úředníci ministerstva, nazývaní také federální prokurátoři (federal prosecutors), či státní zástupci. Doslovný překlad pojmu United States Attorney General je tak Generální prokurátor Spojených států, nicméně pro jeho postavení hlavy ministerstva a člena kabinetu je v českých zdrojích označován jako ministr.

## Pravomoci
Zákon o soudnictví, který byl schválen roku 1789, mimo jiné zřídil Úřad generálního prokurátora. Původní povinnosti tohoto funkcionáře spočívaly v „stíhání a vedení všech soudních sporů u Nejvyššího soudu, které se týkají Spojených států, a poskytování rad a názorů na právní otázky, když to požaduje prezident Spojených států, nebo když o to požádali vedoucí některého z ministerstev“.